# Natternköpfe
Die Natternköpfe (Echium), auch als Natterköpfe bezeichnet, sind eine Pflanzengattung innerhalb der Familie der Raublattgewächse (Boraginaceae). Die Gattung umfasst etwa 65 Arten. Der Gattungsname leitet sich von den auffallenden Griffeln ab, die am Ende wie Schlangenzungen gespalten sind. In Mitteleuropa sieht man am häufigsten den blau blühenden Gewöhnlichen Natternkopf (Echium vulgare).

## Beschreibung

### Vegetative Merkmale

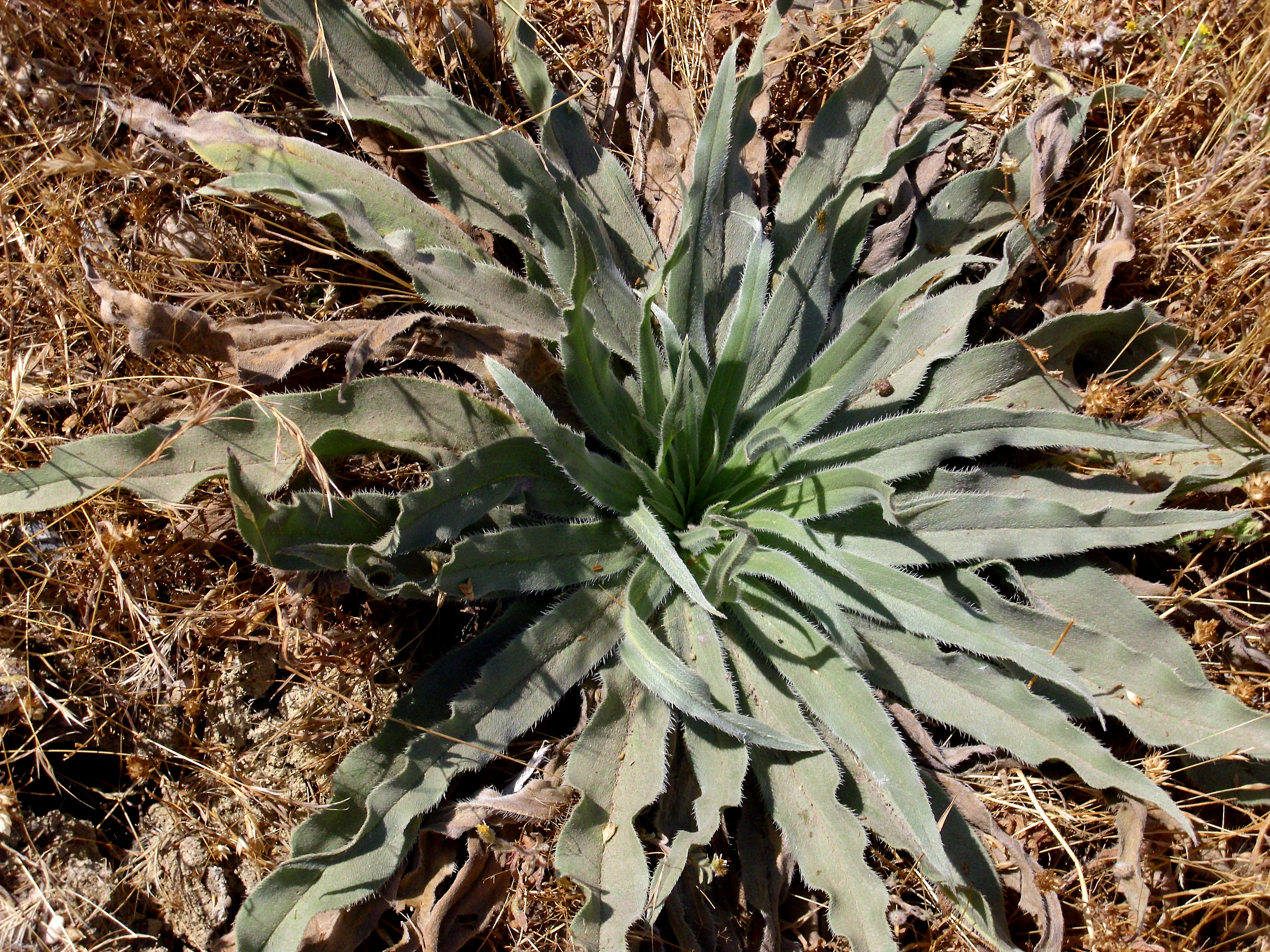
Blattrosette von Echium boissieri im ersten Jahr

Mediterrane und mitteleuropäische Echium-Arten sind ein- bis zweijährige oder ausdauernde krautige Pflanzen, die je nach Art Wuchshöhen von bis zu 1 Meter erreichen. Auf Madeira, den Kapverden und den Kanarischen Inseln kommen auch viele verholzende, strauchförmige Arten vor. Oberirdische Pflanzenteile sind meist borstig behaart.
Die wechselständigen Laubblätter besitzen eine einfache Blattspreite.

### Generative Merkmale

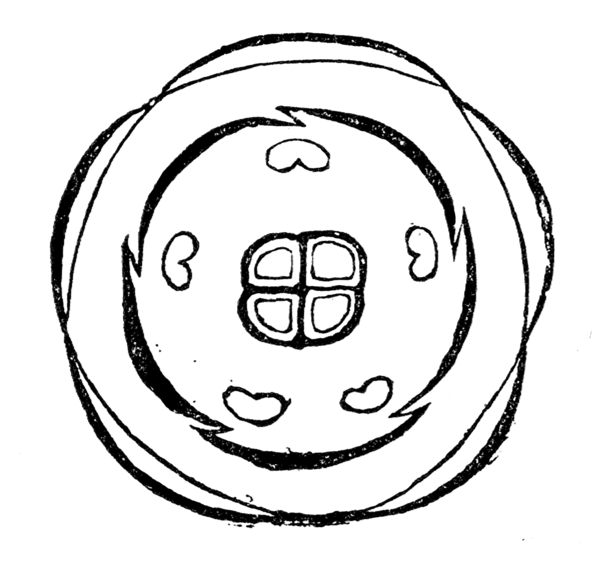
Blütendiagramm von Echium vulgare

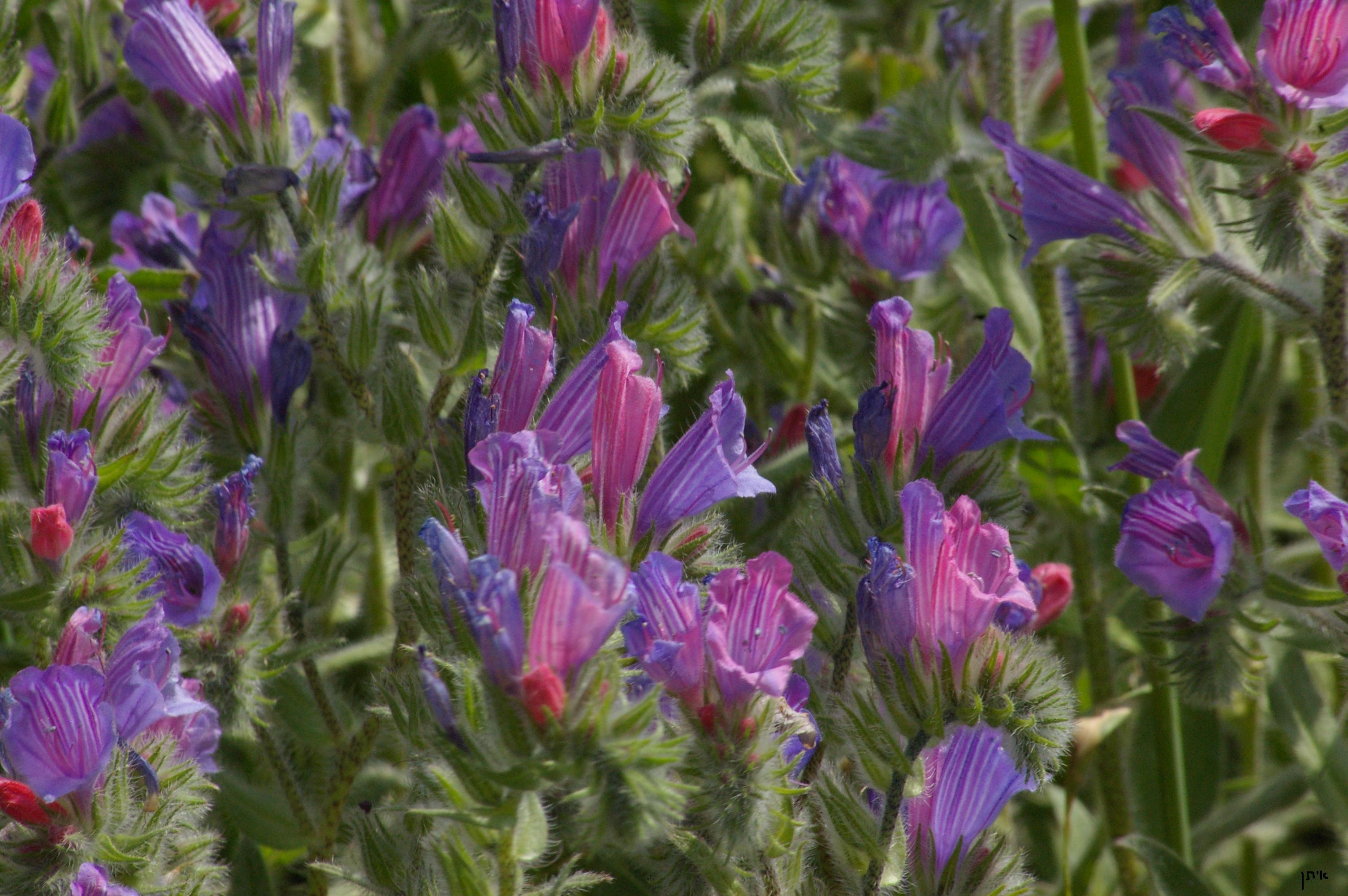
Zygomorphe Blüten von Echium judaeum

Die endständigen Blütenstände sind Wickel mit Tragblättern. Die Blüten sind meist gestielt.
Die zwittrigen Blüten sind fünfzählig mit doppelter Blütenhülle (Perianth) und im Gegensatz zu den Blüten der meisten anderen Boraginaceae deutlich zygomorph. Die fünf an ihrer Basis verwachsenen Kelchblätter vergrößern sich etwas bis zur Fruchtreife und neigen sich dann zusammen. Die fünf blauen, purpur- bis rosafarbenen Kronblätter sind röhrig oder glockenförmig verwachsen mit meist kurzer Kronröhre und ungleich großen Kronzipfeln. Die ungleichen Staubblätter besitzen lange, dünne Staubfäden und relativ kleine, längliche Staubbeutel. Zwei Fruchtblätter sind zu einem vierfächerigen oberständigen Fruchtknoten verwachsen. Der dünne Griffel ist oben zweiästig mit jeweils einer kleinen, kopfigen Narbe.
Die Klausenfrucht zerfällt in vier Teilfrüchte, die meist braun, gerade, eiförmig bis schmal eiförmig, warzig oder glatt sind.

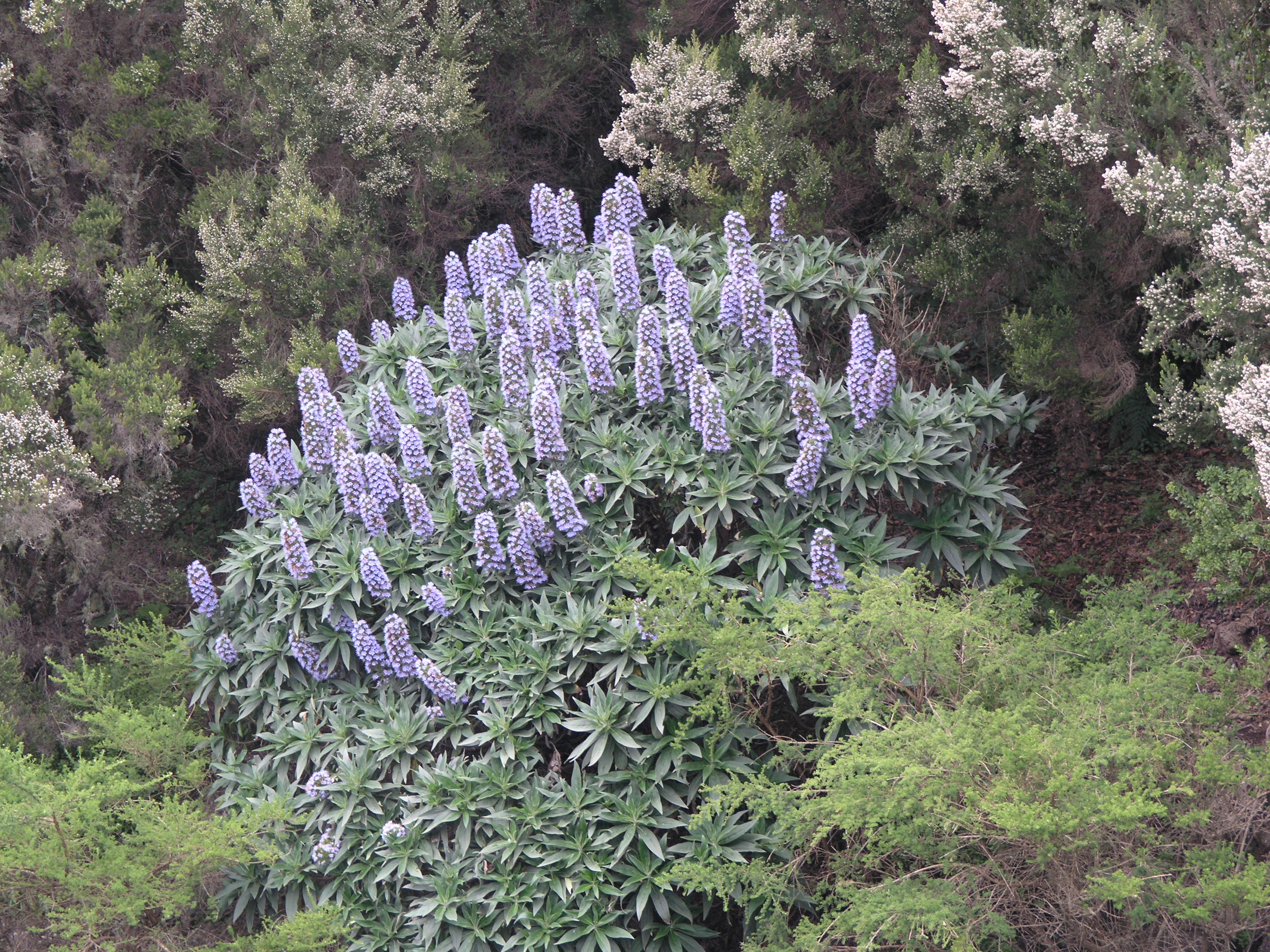
Echium acanthocarpum auf Gomera

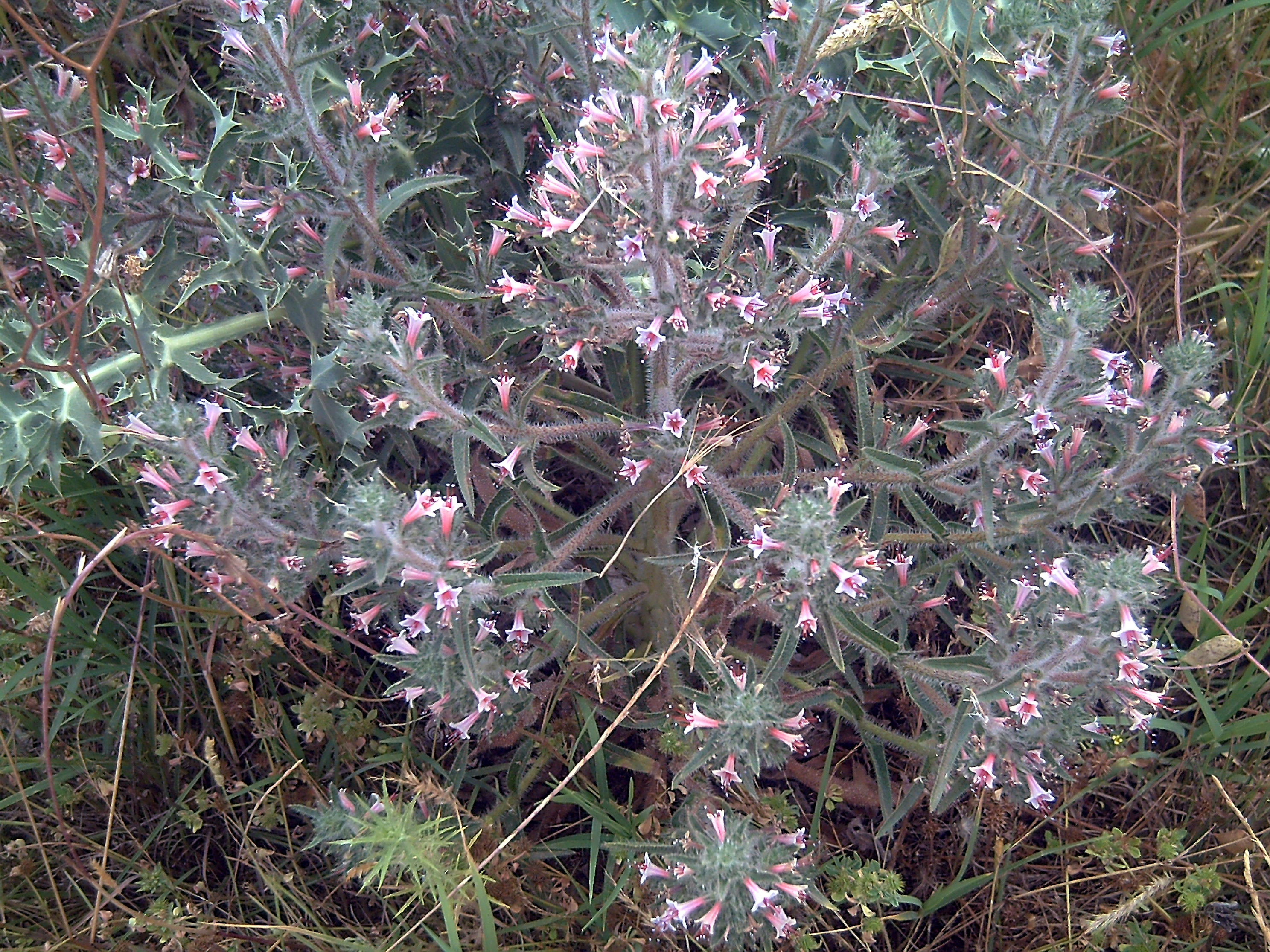
Echium asperrimum

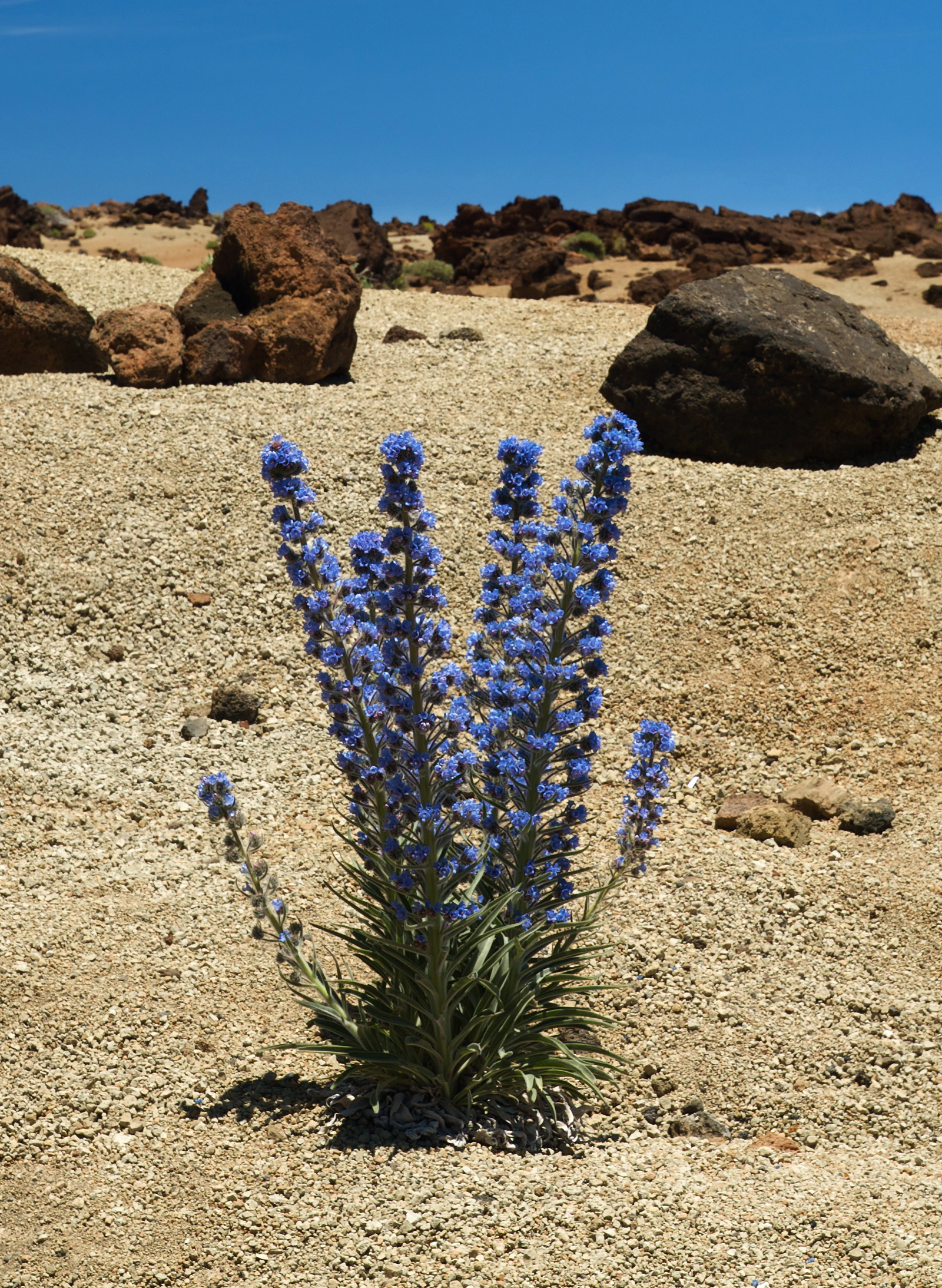
Blauer Teide-Natternkopf (Echium auberianum) auf Tenerife

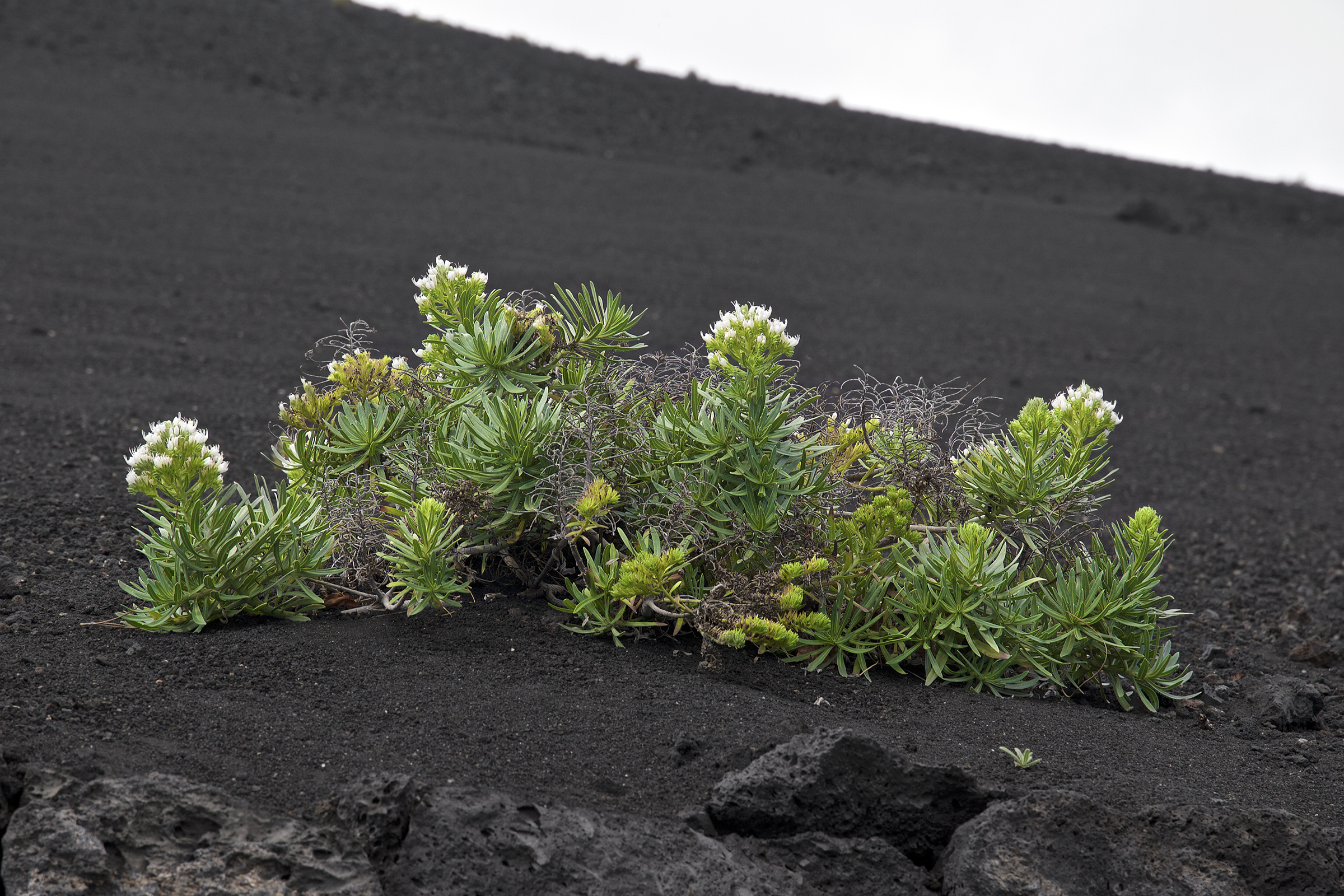
Echium brevirame auf La Palma

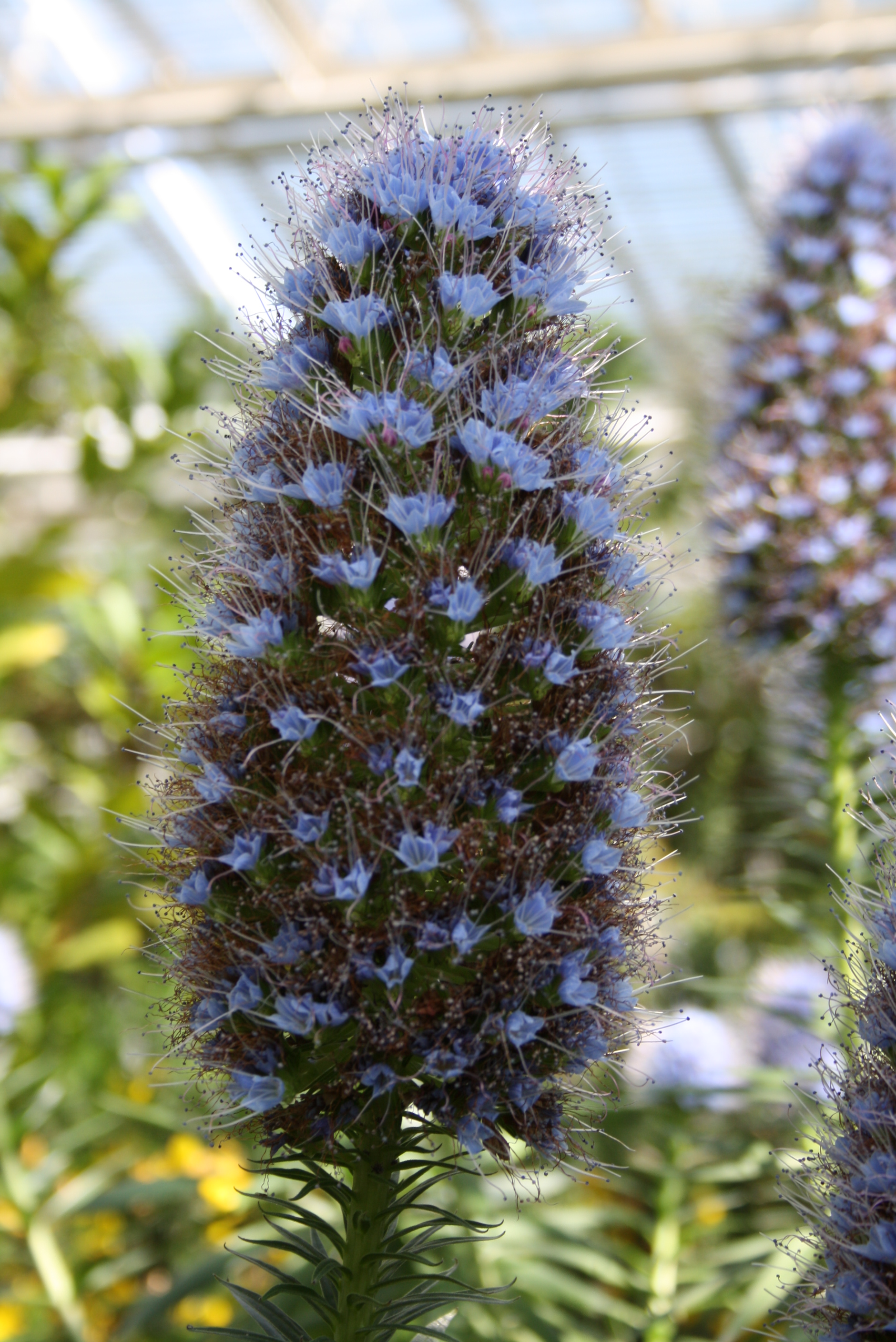
Blütenstand von Echium callithyrsum

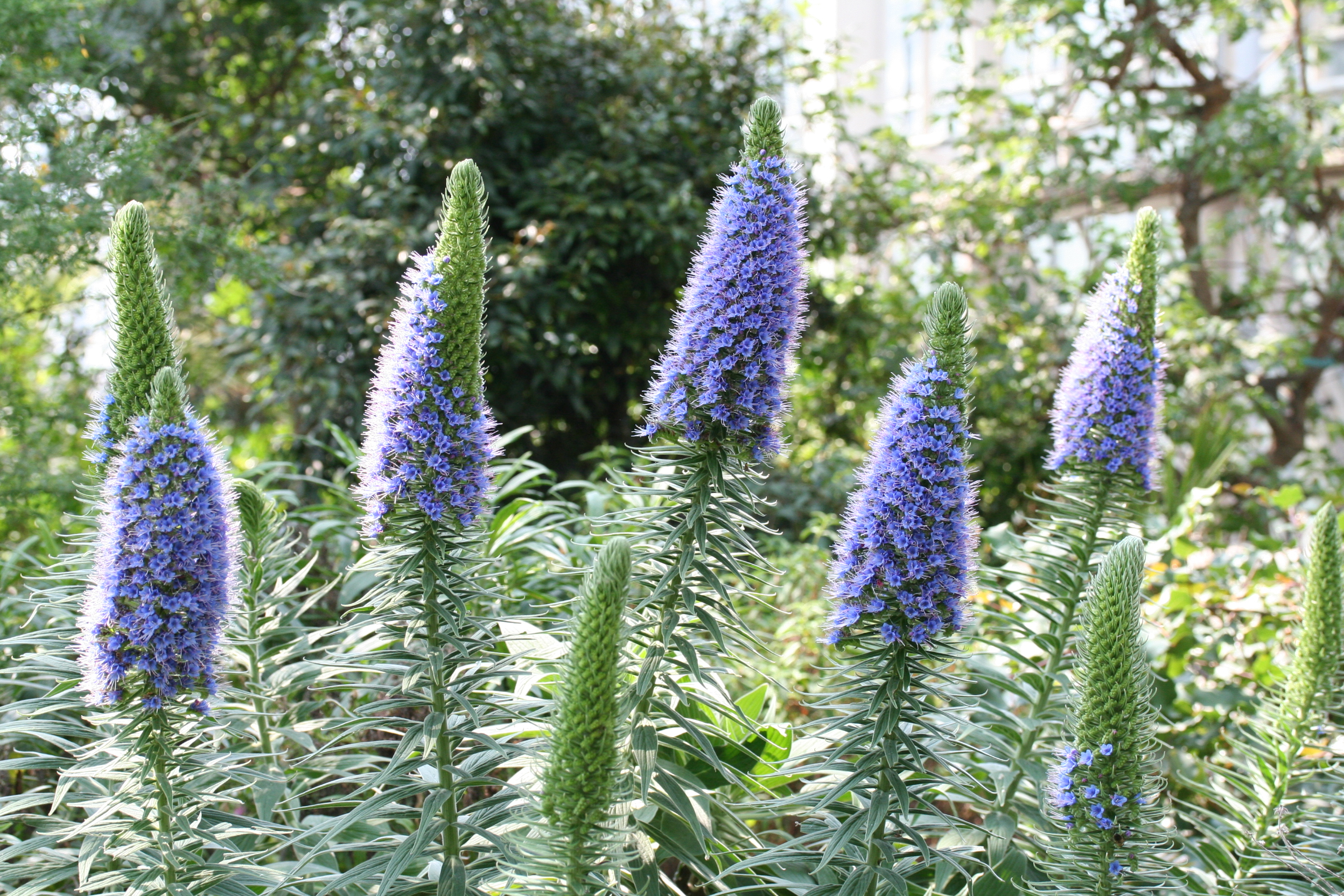
Blütenstände des Madeira-Natternkopfs (Echium candicans)

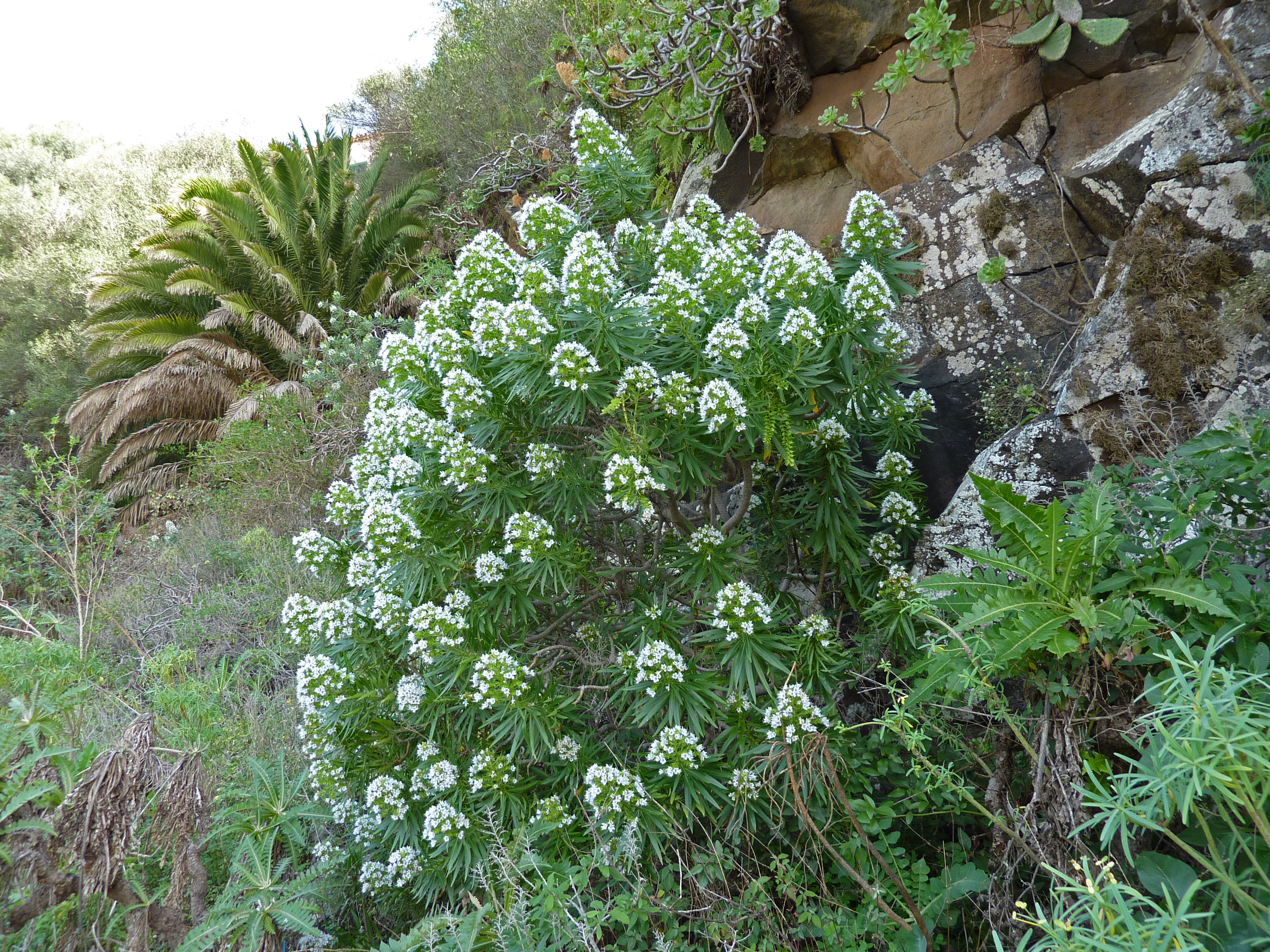
Echium decaisnei

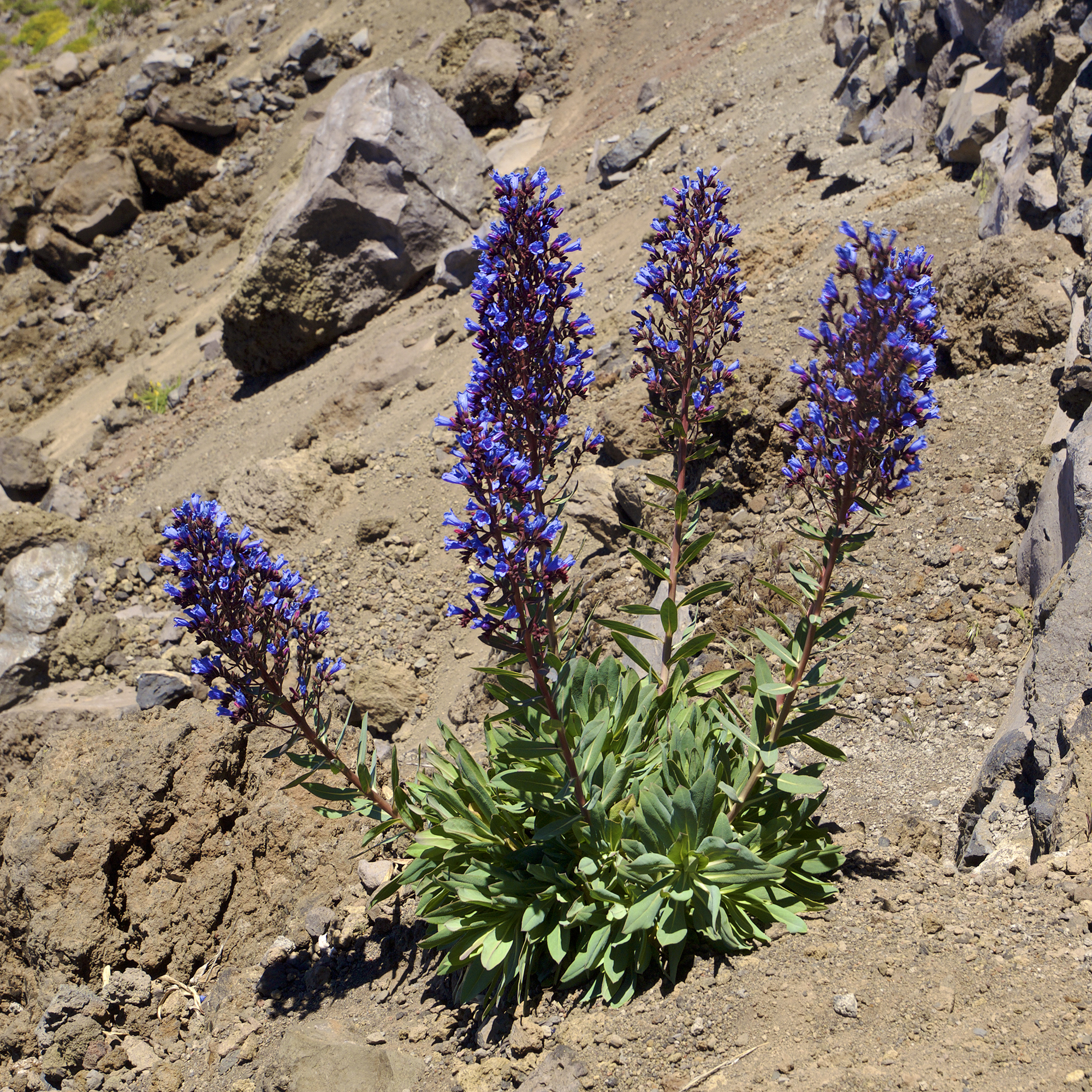
Echium gentianoides auf La Palma

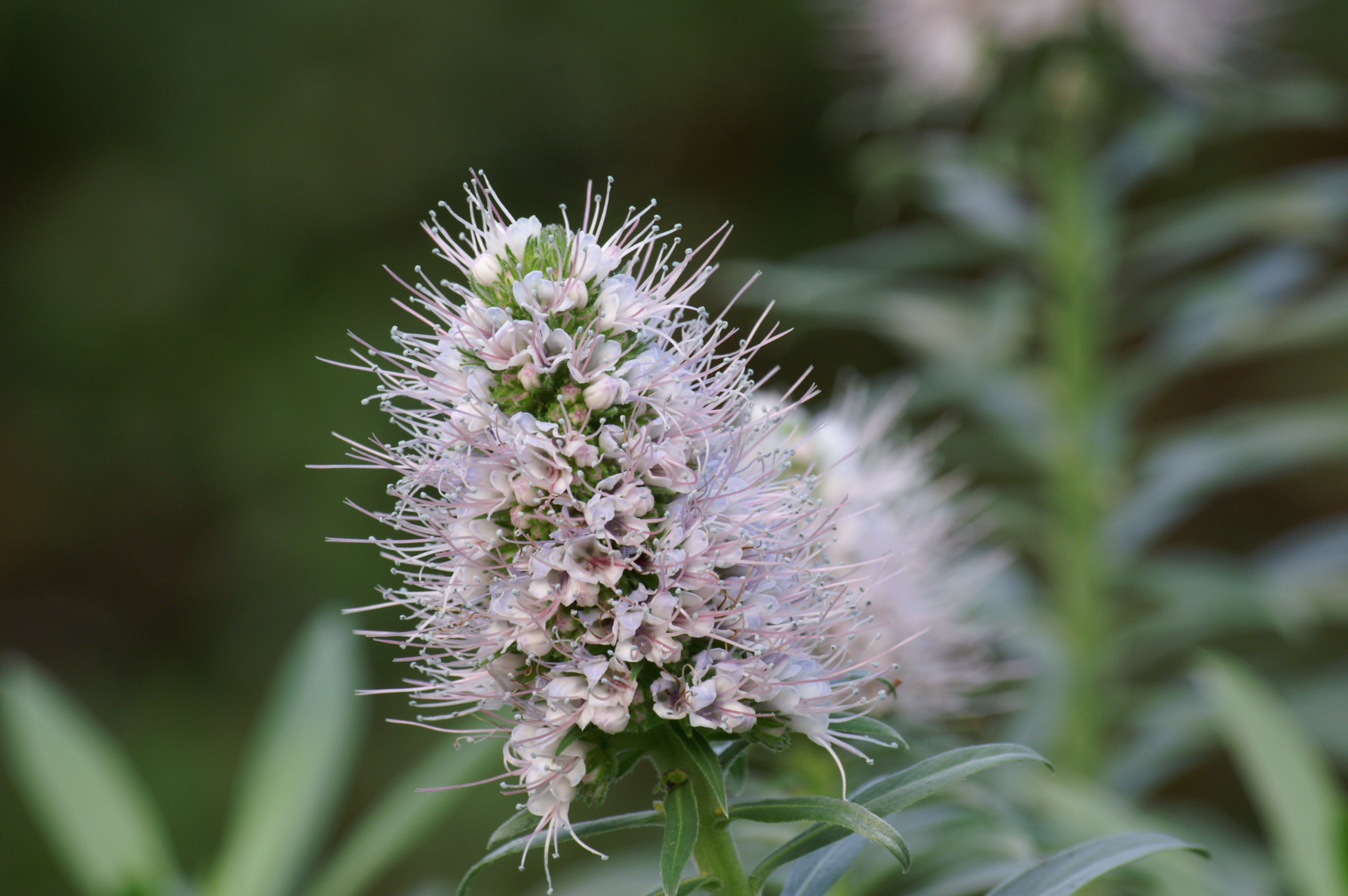
Blütenstand des Hierro-Natternkopfs (Echium hierrense)

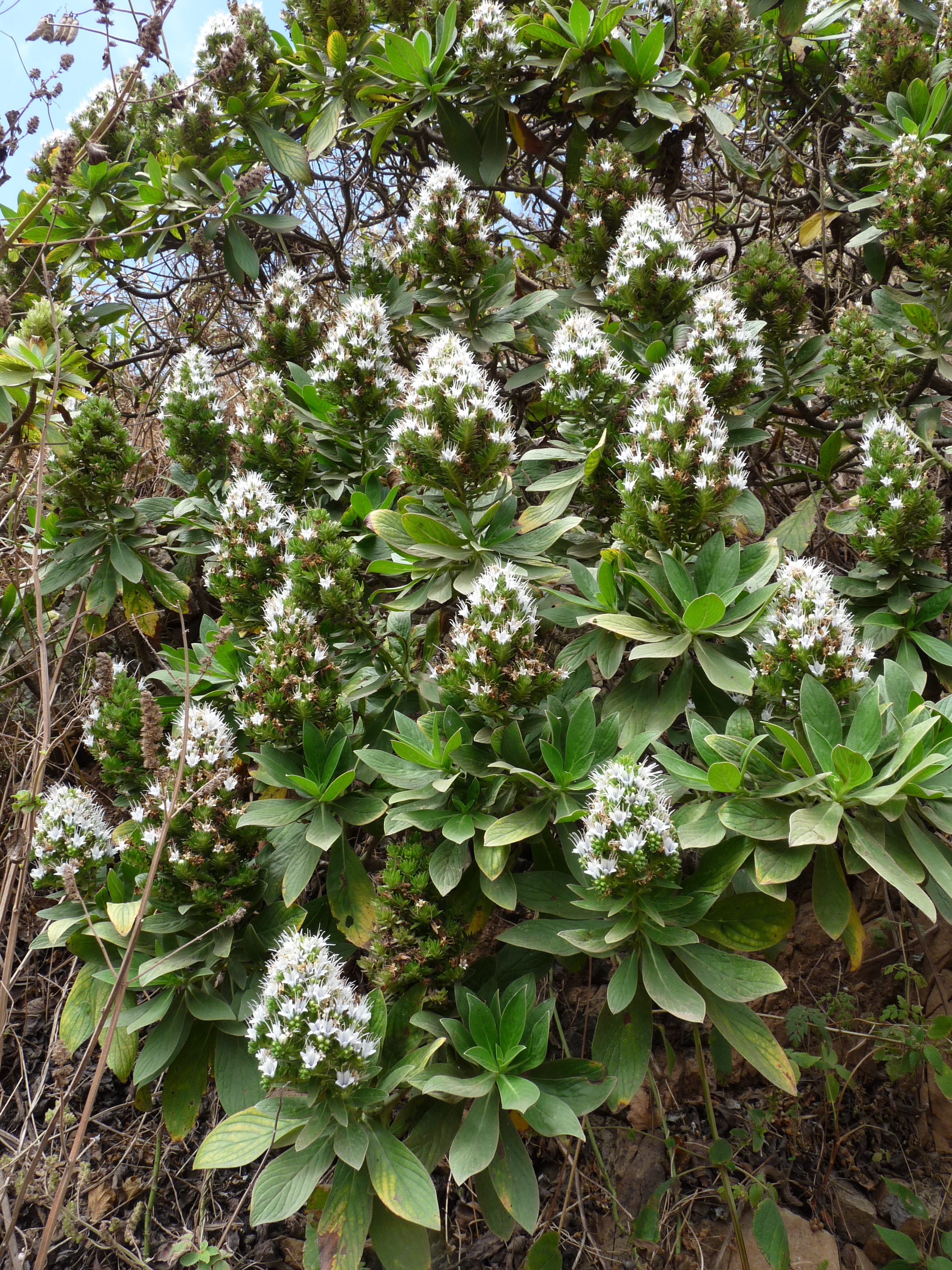
Echium hypertropicum auf den Kapverdischen Inseln

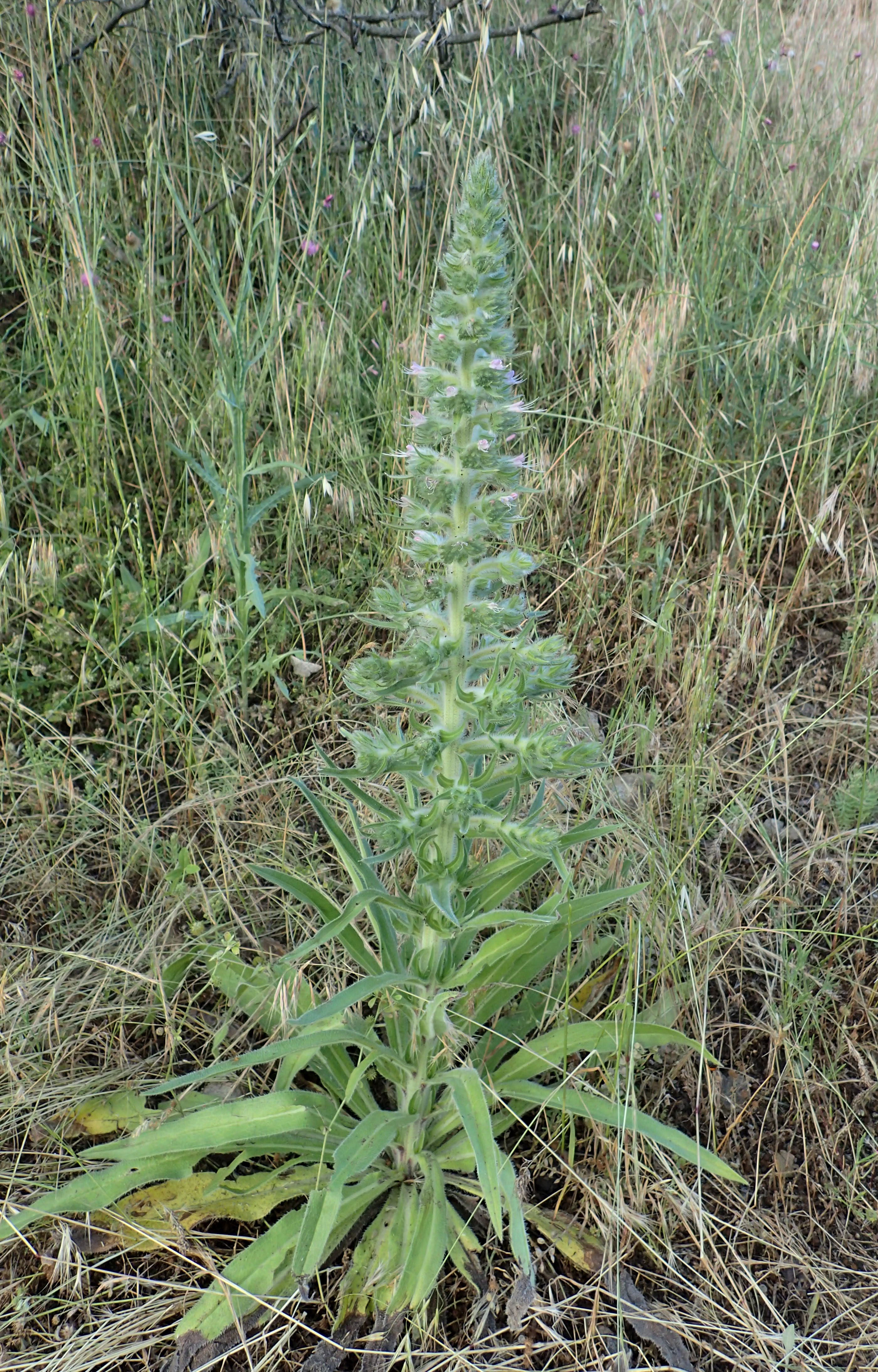
Italienischer Natternkopf (Echium italicum)

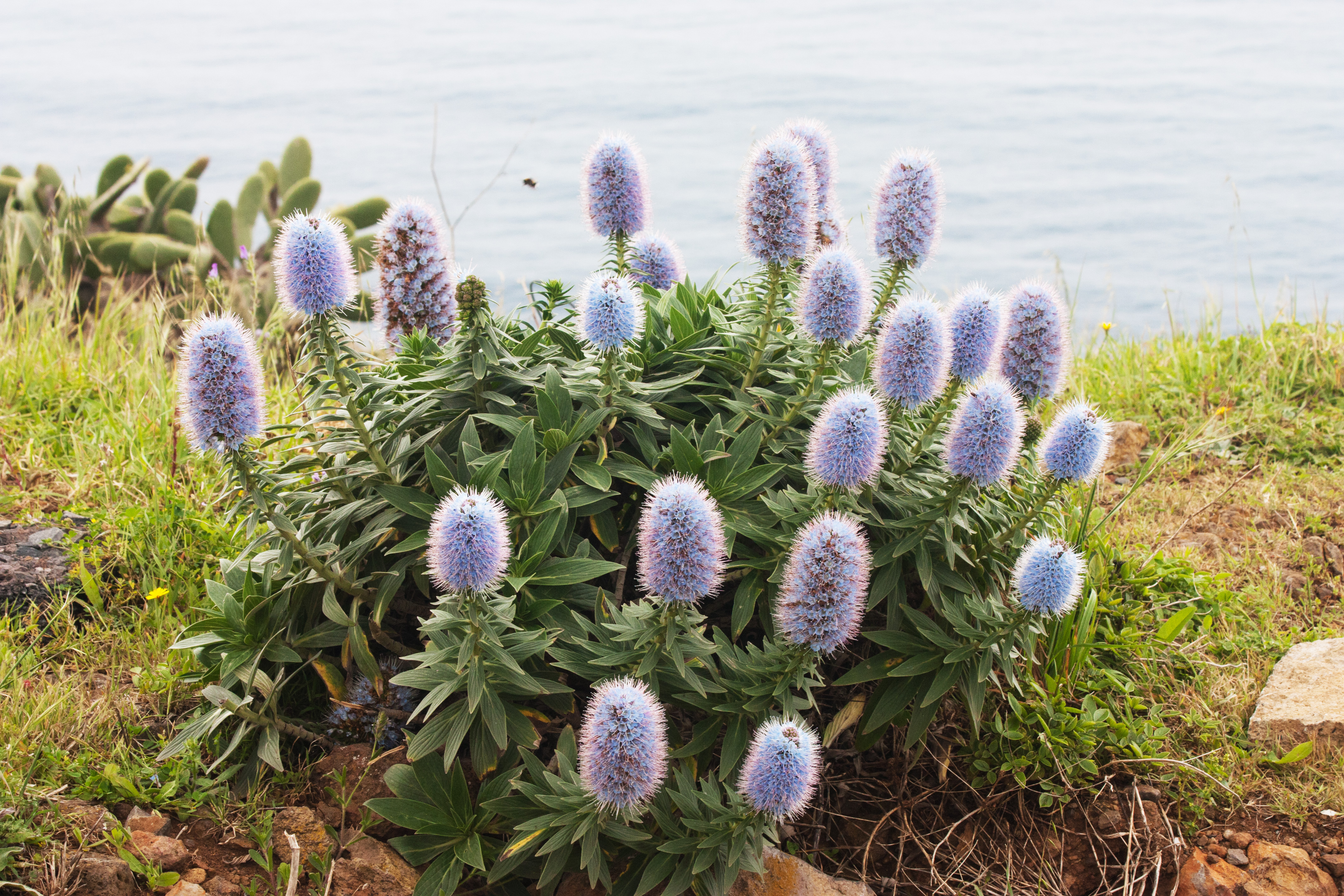
Prächtiger Natternkopf (Echium nervosum) von Madeira

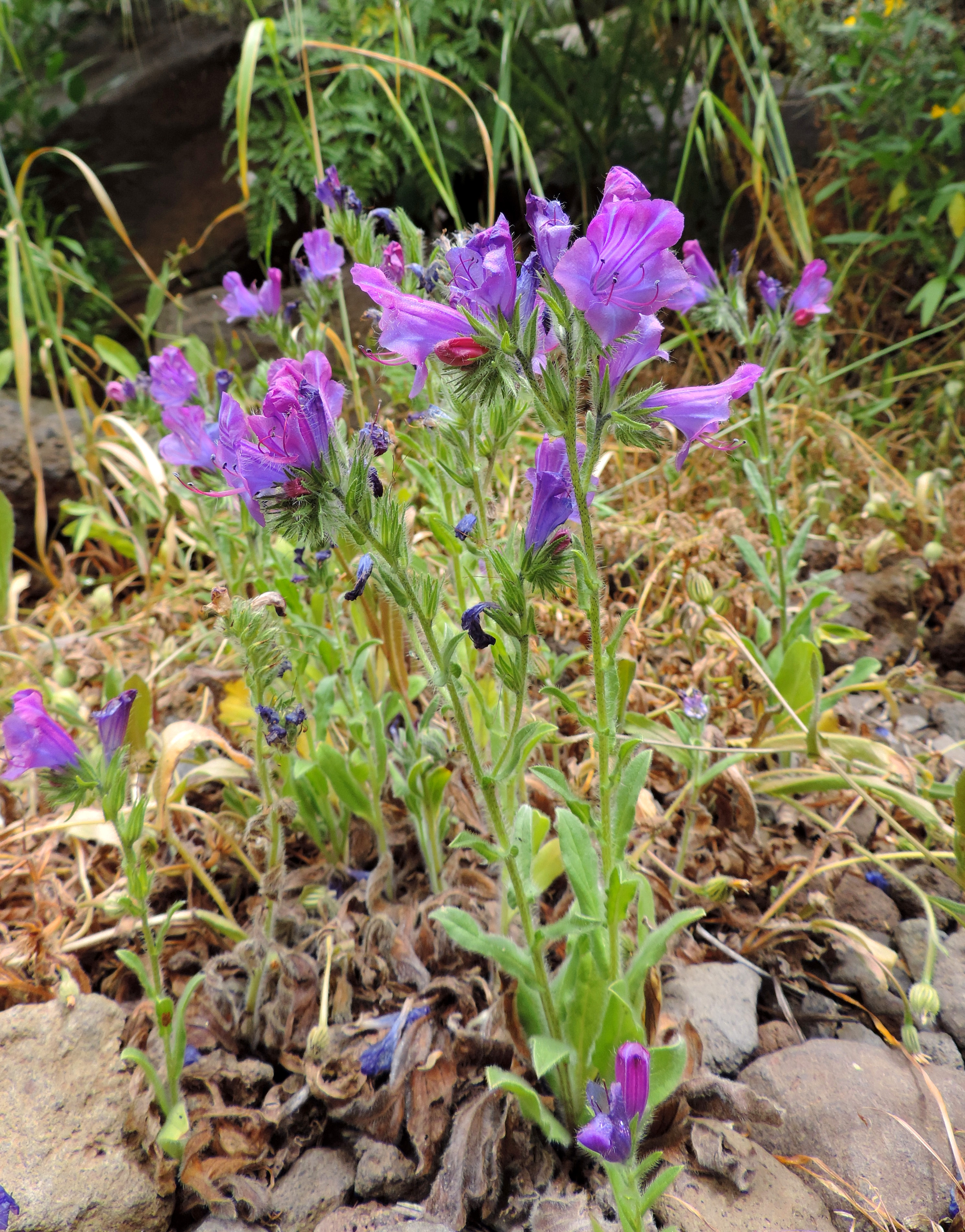
Wegerichblättriger Natternkopf (Echium plantagineum)

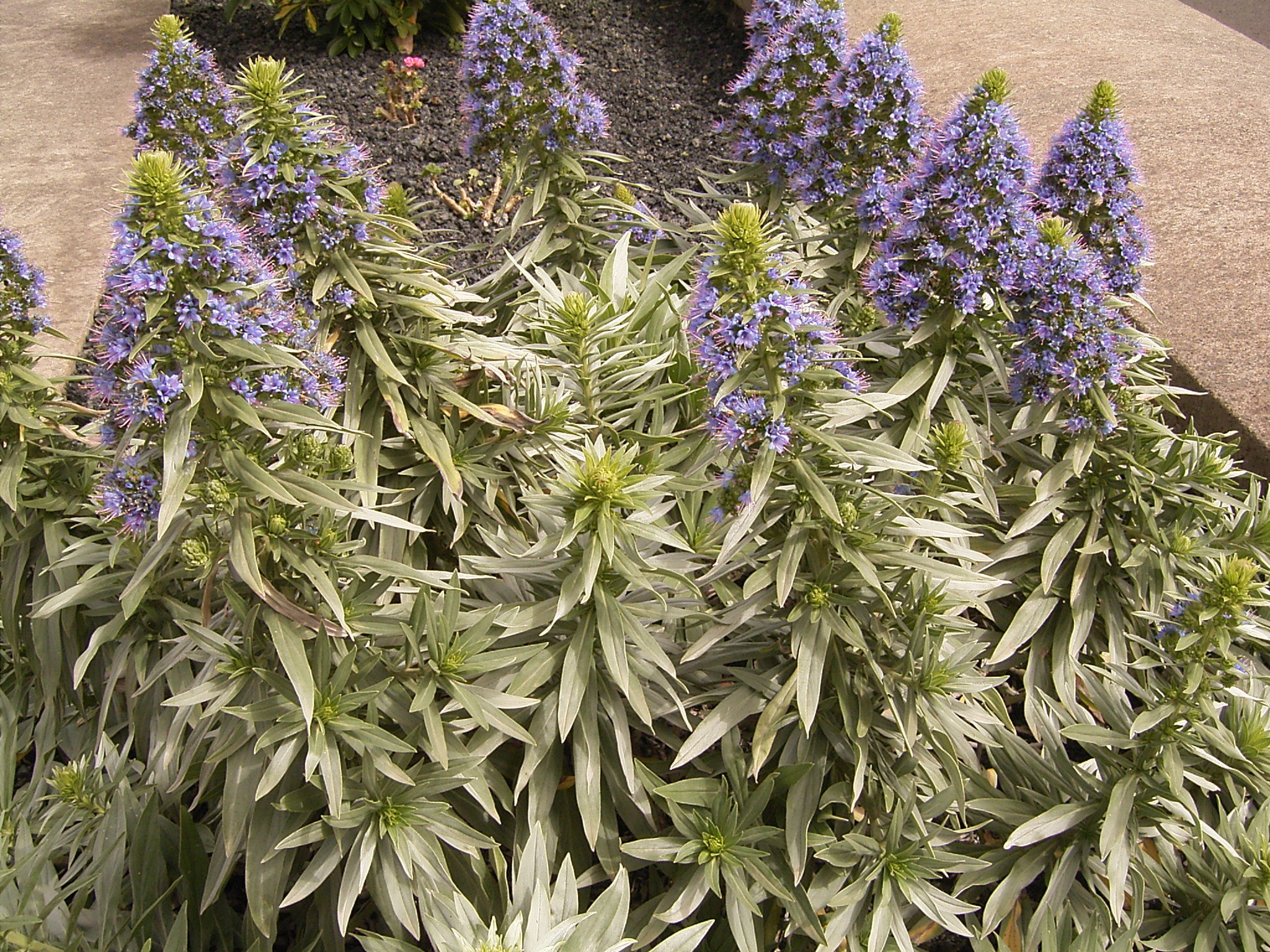
Blütenstände von Webbs Natternkopf (Echium webbii)

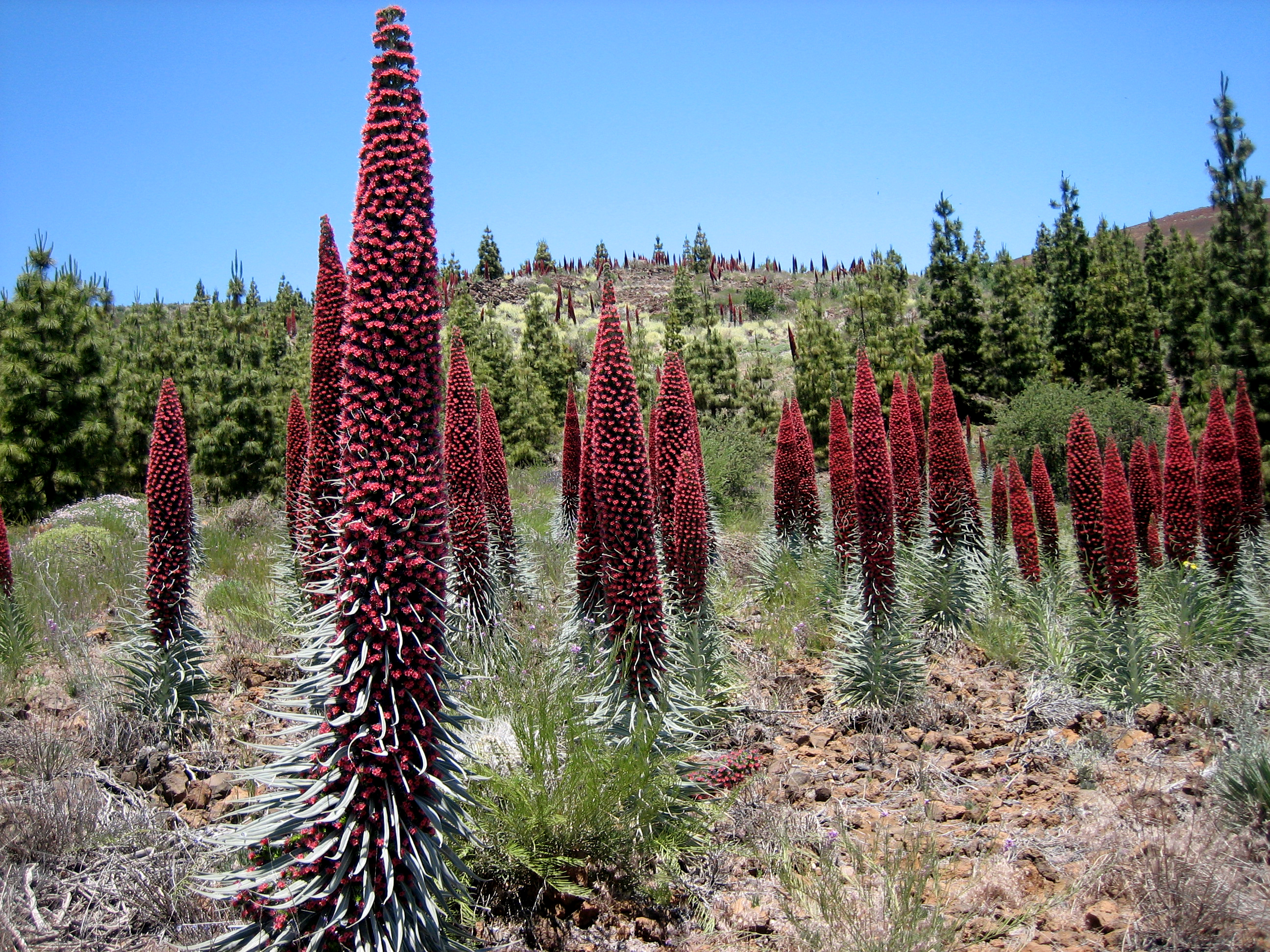
Wildprets Natternkopf (Echium wildpretii)

## Systematik und Verbreitung
Die Gattung Echium wurde durch Carl von Linné aufgestellt.
Die Gattung Echium gehört zur Tribus Lithospermeae in der Unterfamilie Boraginoideae innerhalb der Familie Boraginaceae.

### Arten, Unterarten und ihre Verbreitung
Die meisten der etwa 65 Echium-Arten kommen in Europa, Vorderasien und Nordafrika vor. 28 Arten sind Endemiten auf Madeira, den Kanaren und den Kapverden. Mehrere Arten gelten als invasive Neophyten beispielsweise in Nordamerika und Australien.

#### Europa, Mittelmeerraum, Orient
- Echium albicans Lag. & Rodr.: Die zwei Unterarten kommen nur in Spanien vor:[6]
  - Echium albicans Lag. & Rodr. subsp. albicans
  - Echium albicans subsp. fruticescens (Coincy) Valdés[7][8]
- Kaukasischer Natternkopf (Echium amoenum Fisch. & C.A.Mey.): Er kommt im Kaukasusraum und nördlichen Iran vor.[9]
- Echium anchusoides Bacchetta, Brullo & Selvi: Sie wurde 2000 aus Sardinien erstbeschrieben.[10]
- Schmalblättriger Natternkopf (Echium angustifolium Mill.): Es gibt fünf Unterarten:
  - Echium angustifolium Mill. subsp. angustifolium: Sie kommt in Griechenland, auf Inseln in der Ägäis, in der Türkei, in Ägypten, auf der Sinaihalbinsel, auf Zypern, Kreta, im Gebiet von Syrien, Libanon, Israel und Jordanien vor.[6]
  - Echium angustifolium subsp. elongatum G.Klotz: Sie kommt nur in Libyen vor.[6]
  - Echium angustifolium subsp. expansum (Hausskn.) G.Klotz: Sie kommt in der Türkei vor.[6]
  - Echium angustifolium subsp. sericeum (Vahl) G.Klotz: Sie kommt in Libyen, Ägypten und auf der Sinaihalbinsel vor.[6]
  - Echium angustifolium subsp. tunetanum G.Klotz: Sie kommt in Tunesien und in Libyen vor.[6]
- Echium arenarium Guss.: Sie kommt im Mittelmeerraum von Marokko bis Libyen und von Portugal bis Kreta vor.[6]
- Echium asperrimum Lam.: Sie kommt in Marokko, Algerien, Tunesien, Spanien, den Balearen, Sardinien, Italien und Frankreich vor.[6]
- Echium boissieri Steud.: Sie kommt in Marokko, Algerien, Spanien und Portugal vor.[6]
- Echium cantabricum (Laínz) Fdz.-Casas & Laínz: Sie kommt in Spanien vor.[8][7]
- Echium canum Emberger & Maire: Sie kommt in Marokko vor.[6]
- Echium creticum L.: Die drei Unterarten kommen in Marokko, Algerien, Tunesien, Portugal, Spanien, auf den Balearen, in Frankreich, Korsika und Sardinien vor.:
  - Echium creticum L. subsp. creticum
  - Echium creticum subsp. granatense (Coincy) Valdés (Syn.: Echium creticum subsp. coincyanum (Lacaita) R.Fernandes)[7]: Sie kommt in Portugal, Spanien und Sardinien vor.[6]
  - Echium creticum subsp. sauvagei (R.Fernandes) Valdés (inklusive Echium creticum subsp. algarbiense R.Fernandes): Sie kommt nur in Marokko vor.[6]
- Echium flavum Desf.: Sie kommt in Marokko, Algerien und Spanien vor.[6]
- Echium gaditanum Boiss.: Sie kommt in Marokko, Portugal und Spanien vor.[6]
- Echium glomeratum Poir.: Sie kommt auf Zypern, in der Türkei, in Syrien und in Israel vor.[6]
- Echium horridum Batt.: Sie kommt von Nordafrika bis Mali und auf den Kanaren vor.[11]
- Echium humile Desf.: Es gibt vier Unterarten:
  - Echium humile subsp. caespitosum (Maire) Greuter & Burdet: Sie kommt in Marokko vor.[6]
  - Echium humile Desf. subsp. humile: Sie kommt in Marokko, Algerien, Tunesien und Libyen vor.[6]
  - Echium humile subsp. nanum (Coincy) Greuter & Burdet: Sie kommt in Marokko vor.[6]
  - Echium humile subsp. pycnanthum (Pomel) Greuter & Burdet: Sie kommt in Marokko, Algerien, Tunesien und in Spanien vor.[6]
- Italienischer Natternkopf (Echium italicum L.): Es gibt fünf Unterarten:
  - Echium italicum subsp. biebersteinii (Lacaita) Greuter & Burdet
  - Echium italicum L. subsp. italicum (Syn.: Echium italicum subsp. albereanum (Naudin & Debeaux) Greuter & Burdet): Sie kommt in  Süd-, Südost-, in Mitteleuropa und in Westasien vor.[6]
  - Echium italicum subsp. scaettae (Pamp.) Greuter & Burdet: Sie kommt in Libyen vor.[6]
  - Echium italicum subsp. siculum (Lacaita) Greuter & Burdet: Sie kommt in Sizilien vor.[6]
- Echium judaeum Lacaita: Sie kommt in Israel und im Gebiet von Syrien und Libanon vor.[6]
- Echium longifolium Delile: Sie kommt in Libyen, in Ägypten und auf der Sinaihalbinsel vor.[6]
- Echium lusitanicum L.: Sie kommt in Portugal und in Spanien vor.[6]
- Echium modestum Ball: Sie kommt in Marokko vor.[6]
- Echium orientale L.: Sie kommt in der Türkei vor.[6]
- Echium pabotii Mouterde: Sie kommt im Gebiet von Syrien und Libanon vor.[6]
- Echium parviflorum Moench: Sie kommt in Nordafrika, in Südeuropa und in der Türkei vor.[6]
- Echium petiolatum Barratte & Coincy: Sie kommt in Marokko vor.[6]
- Wegerichblättriger Natternkopf (Echium plantagineum L.)
- Echium rauwolfii Delile: Sie ist von Nordafrika über Israel bis zur Arabischen Halbinsel verbreitet.
- Echium rosulatum Lange: Es gibt zwei Unterarten:
  - Echium rosulatum Lange subsp. rosulatum: Sie kommt in Portugal und in Spanien vor.[6]
  - Echium rosulatum subsp. davaei Rouy: Sie kommt nur in Portugal vor.[6][8]
- Echium rubrum Forssk.: Sie kommt in Libyen, Ägypten, auf der Sinaihalbinsel und im Gebiet von Syrien und Libanon vor.[6]
- Echium sabulicola Pomel: Die drei Unterarten kommen in Nordafrika und in Südeuropa vor:
  - Echium sabulicola Pomel subsp. sabulicola
  - Echium sabulicola subsp. decipiens (Pomel) Klotz[8][7]
  - Echium sabulicola subsp. rifeum (Pau) Valdés: Sie kommt in Marokko vor.[7]
- Echium salmanticum Lag.: Sie kommt in Portugal und in Spanien vor.[6]
- Echium suffruticosum Barratte: Sie kommt in Marokko, Algerien und Tunesien vor.[6]
- Echium tenue Roth: Die zwei Unterarten kommen nur in Marokko vor.[6]
  - Echium tenue subsp. dumosum (Coincy) G.Klotz
  - Echium tenue Roth subsp. tenue
- Echium trygorrhizum Pomel: Sie kommt in Marokko, Algerien und Tunesien vor.[6]
- Echium tuberculatum Hoffmanns. & Link: Sie kommt in Portugal, Spanien, Marokko, Algerien und Libyen vor.[6]
- Echium velutinum Coincy: Die drei Unterarten kommen nur in Marokko vor.[6]
  - Echium velutinum Coincy subsp. velutinum
  - Echium velutinum subsp. versicolor (H.Lindb. fil.) Sauvage & Vindt
  - Echium velutinum subsp. vilmorinianum (Sauvage & Vindt) Klotz
- Gewöhnlicher Natternkopf (Echium vulgare L.): Mit den Unterarten:
  - Echium vulgare L. subsp. vulgare
  - Echium vulgare subsp. pustulatum (Sm.) E.Schmid & Gams[8]

#### Makaronesische Endemiten
Die Entwicklung der Natternköpfe auf den makaronesischen Inseln setzte vermutlich kurz nach der Entstehung der Inseln ein, im Fall von Fuerteventura und Lanzarote also etwa vor 19 Millionen Jahren. Die Entwicklung der 25 endemischen Arten der Gattung Echium erfolgte durch adaptive Radiation und Vikarianz (Trennung von Populationen durch die Entwicklung geographischer oder ökologischer Barrieren) aus einer einzigen, aus der Mittelmeerregion stammenden Ursprungsart, die Echium decaisnei auf Gran Canaria ähnlich gewesen sein dürfte. Im Unterschied zu den kurzlebigen Echium-Arten im Mittelmeerraum entwickelten sie sich wegen des ausgeglichenen Klimas auf den makaronesischen Inseln zu mehrjährigen verholzenden Büschen.

##### Madeira
- Madeira-Natternkopf (Echium candicans L. f.): Er kommt nur auf Madeira und Porto Santo vor.[6]
- Prächtiger Natternkopf (Echium nervosum Dryand.): Er kommt nur auf Madeira, Porto Santo und den Desertas vor.[6]

##### Kanaren
- Echium acanthocarpum Svent.: Dieser auch Taginaste gomero genannte Endemit kommt nur auf Gomera vor.[6] Als stark gefährdete Art steht er unter Schutz.
- Echium aculeatum Poir.: Sie kommt auf Teneriffa, Gomera und El Hierro vor.[6]
- Echium auberianum Webb & Berthel.: Dieser Endemit kommt nur auf Teneriffa vor.[6]
- Echium bethencourtii Santos: Dieser Endemit mit weißen Blüten kommt nur auf La Palma vor.[6][13]
- Echium bonnetii Coincy: Sie kommt auf Teneriffa, Gomera, Gran Canaria und Fuerteventura vor.[6]
- Echium brevirame Sprague & Hutch.: Dieser niedrige buschartige Endemit kommt nur auf La Palma vor.[6][14]
- Echium callithyrsum Berthel.: Dieser Tajinaste azul genannte Endemit mit blauen Blüten kommt nur auf Gran Canaria vor, hauptsächlich bei Tenteniguada.[6]
- Echium decaisnei Webb & Berthel.: Es gibt zwei Unterarten:
  - Echium decaisnei Webb & Berthel. subsp. decaisnei: Dieser Tajinaste blanco genannte Endemit mit weißen Blüten kommt nur auf Gran Canaria vor.[6]
  - Echium decaisnei subsp. purpuriense Bramwell (Syn.: Echium famarae Lems & Holzapfel): Sie kommt nur auf Fuerteventura und Lanzarote vor.[6]
- Echium gentianoides Webb & Coincy: Der „Enzianartige Natternkopf“ kommt nur auf La Palma zwischen 1650 und 2400 Meter Höhe vor.[6]
- Echium giganteum  L.f.: Dieser Taginaste gigante genannte buschartige Endemit mit weißen Blüten kommt nur auf Teneriffa vor.[6][15]
- Jandia-Natternkopf (Echium handiense Svent.): Die Tajinaste azul de Jandía  steht auf der Roten Liste gefährdeter Arten. Die (2004) verbleibenden 145 Pflanzen kommen nur noch auf einem 2 km² großen Territorium der Halbinsel Jandía auf Fuerteventura vor.[6][16]
- Hierro-Natternkopf (Echium hierrense) Webb ex Bolle: Dieser Endemit kommt nur auf Hierro vor.[6]
- Echium lancerottense Lems & Holzapfel: Die niedrige Viborina de Lanzarote wurde aus Lanzarote erstbeschrieben.[17]
- Echium leucophaeum Webb: Dieser Endemit kommt nur Teneriffa vor.[6]
- Echium onosmifolium Webb: Die zwei Unterarten kommen nur auf Gran Canaria vor:[6]
  - Echium onosmifolium Webb subsp. onosmifolium
  - Echium onosmifolium subsp. spectabile Kunk.
- Echium pininana Webb & Berthel.: Dieser Endemit kommt nur auf La Palma vor;[6] verwilderte Vorkommen sind aus Spanien, Großbritannien und Irland bekannt.[6]

- Weißer Anaga-Natternkopf (Echium simplex DC.): Dieser Endemit kommt nur auf Teneriffa vor.[6]
- Echium strictum L. f.: Es gibt drei Unterarten:
  - Echium strictum L. f. subsp. strictum: Sie kommt auf Teneriffa, Gomera, Gran Canaria, La Palma und Hierro vor.[6]
  - Echium strictum subsp. exasperatum (Webb ex Coincy) Bramwell: Dieser Taginaste chico genannte weiß-bläulich-rosa gefärbte Endemit kommt nur auf Teneriffa vor.[6][18]
  - Echium strictum subsp. gomerae (Pit.) Bramwell: Dieser Endemit kommt nur auf Gomera vor.[6]
- Sventenius-Natternkopf (Echium sventenii Bramwell): Dieser Endemit kommt nur auf Teneriffa vor.[6]
- Echium triste Svent.: Es gibt zwei Unterarten, die weiße bis blassrosa Blüten aufweisen:
  - Echium triste Svent. subsp. triste: Dieser geschützte, Viborina triste genannte Endemit kommt nur auf Gran Canaria vor.[6]
  - Echium triste subsp. nivariense (Svent.) Bramwell: Sie kommt nur auf Teneriffa und Gomera vor.[6][19]
- Echium virescens DC.: Diese auf Teneriffa endemische Pflanze wird bis zu 2 Meter hoch. Sie wird auch als Zierpflanze angebaut und dient als Bienennahrung.
- Webbs Natternkopf (Echium webbii Coincy): Dieser Endemit kommt nur auf La Palma vor.[6]
- Wildprets Natternkopf (Echium wildpretii H.Pearson ex. Hook. f.): Die zwei Unterarten kommen nur auf Teneriffa und La Palma vor:
  - Echium wildpretii H.Pearson ex. Hook. f. subsp. wildpretii: Dieser Endemit kommt nur auf Teneriffa vor.[6]
  - Echium wildpretii subsp. trichosiphon (Svent.) Bramwell: Diese geschützte Pflanze kommt nur auf La Palma vor.

##### Kapverden
Auf den Kapverdischen Inseln gibt es etwa drei bis zu 2 Meter hohe Arten, die alle wegen der rauen Textur der Blätter im Volksmund língua de vaca („Kuhzunge“) genannt werden:
- Echium hypertropicum Webb: Dieser Endemit kommt nur auf der Insel Santiago vor.[20]
- Echium stenosiphon Webb: Die beiden gefährdeten Unterarten mit blauen Blüten kommen nur im nördlichen Teil vor:[20]
  - Echium stenosiphon subsp. lindbergii (Pettersson) Bramwell: Dieser Endemit kommt nur auf der Insel Santo Antão vor.[20]
  - Echium stenosiphon Webb subsp. stenosiphon: Sie kommt nur auf den Inseln Santo Antão, São Nicolau sowie São Vicente vor.[20]
- Echium vulcanorum Chev.: Dieser ebenfalls língua de vaca („Kuhzunge“) genannte, gefährdete Endemit kommt nur auf der Insel Fogo in 1700 bis 2000 Meter Höhe vor.[20]

### Ausgeschlossene Arten
Die folgende Art wird seit 2000 einer anderen Gattung zugeordnet:
- Pontechium maculatum (L.) U.-R.Böhle & Hilger (Syn.: Echium maculatum L., Echium russicum Gmel.)[21]

## Weiterführende Literatur
- Uta-Regina Böhle, Hartmut H. Hilger, W. F. Martin: Island colonization and evolution of the insular woody habit in Echium L. (Boraginaceae). In: Proceedings of the National Academy of Sciences of the United States of America, Volume 93, Issue 21, 1996, S. 11740–11745. doi:10.1073/pnas.93.21.11740

- Karte mit allen verlinkten Seiten:
- OSM |
- WikiMap